# Pietro Sharoff
Pietro Sharoff, o Scharoff, nato Pëtr Fëdorovič Šarov (in russo Пётр Фёдорович Шаров?; Perm', 12 maggio 1886 – Roma, 18 aprile 1969), è stato un attore, regista teatrale, direttore artistico e insegnante russo naturalizzato italiano.

## Biografia
Da giovane intraprese gli studi di giurisprudenza conseguendo la laurea. La passione per il teatro lo spinse però, nel 1904, ad iscriversi alla scuola di recitazione del Teatro d'Arte di Mosca: fu allievo di Mejerchol'd e aiuto regista di Stanislavskij. Di lì divenne maestro di recitazione del teatro e membro del consiglio direttivo, oltre che fondatore di due teatri: lavorò anche al teatro Malyj.
Negli anni trenta si trasferì in Italia e venne naturalizzato italiano nel 1938. Nello stesso anno fondò la compagnia del Teatro Eliseo. Divenuto insegnante di recitazione anche in Italia, ebbe tra i suoi allievi Arnoldo Foà, Riccardo Cucciolla ed Alida Valli. Nella città di Roma gli è stata dedicata un'accademia di recitazione, l'Accademia Sharoff, fondata da uno degli attori diretti da Sharoff all'Eliseo, Aldo Rendine.
Sharoff ha lavorato con una certa frequenza sia come attore teatrale che cinematografico.
È sepolto presso il Cimitero acattolico di Roma.

## Filmografia
- Tredici uomini e un cannone, regia di Giovacchino Forzano (1936)
- Inferno giallo, regia di Géza von Radványi (1942)
- Orizzonte di sangue, regia di Gennaro Righelli (1943)
- Le modelle di via Margutta, regia di Giuseppe Maria Scotese (1945)
- Aquila nera, regia di Riccardo Freda (1945)
- Il testimone, regia di Pietro Germi (1946)
- L'ebreo errante, regia di Goffredo Alessandrini (1948)
- Guarany, regia di Riccardo Freda (1948)
- La grande strada - L'odissea di Montecassino, regia di Michał Waszyński e Vittorio Cottafavi (1948)
- Donne senza nome, regia di  Géza von Radványi (1949)
- Il grido della terra, regia di Duilio Coletti (1949)
- Verginità, regia di Leonardo De Mitri (1951)
- Ho scelto l'amore, regia di Mario Zampi (1953)
- Oggi a Berlino, regia di Piero Vivarelli (1962)